# Alfred Rosselet
Alfred Rosselet (* 9. August 1887 in Couvet; † 22. März 1950 in Pompaples) war ein Schweizer Radiologe und Rektor der Universität Lausanne.

## Leben
Er ist der Sohn des Pastors Edouard Rosselet (1845–1905) und von Ursula Rosselet-Cantieni. Aufgewachsen in Couvet und Lausanne studierte Rosselet zunächst Physik (Licence ès sciences physiques et naturelles, 1908) an der Universität Lausanne. Ein Jahr später erlangte er mit seiner Dissertation Recherches sur les phénomènes actinoélectriques et leur relation avec l’ionisation de l’air die Doktorwürde. Im Anschluss an seine Promotion studierte Rosselet während eines Jahres bei Paul Langevin (Collège de France), Marie Curie (Sorbonne) und Jean Becquerel (Muséum national d’histoire naturelle) in Paris. Von 1912 bis 1917 absolvierte er in Bern und Genf sein Medizinstudium. Auch in diesem Fachgebiet promovierte Rosselet (Thema: Contribution à l’étude du volvulus de l’estomac. Etude radiologique, 1920).
Parallel zur Vorbereitung seiner Doktorarbeit in Medizin leitete Rosselet zwischen 1917 und 1920 den radiologischen Dienst des Kantonsspitals Genf. 1922 wechselte er ans Kantonsspital des Kantons Waadt, wo er dessen radiologischen Dienst begründete. Zwischen 1923 und 1926 war Rosselet Privatdozent für Radiologie an der Universität Lausanne. Als letztere im Jahr 1926 den ersten Lehrstuhl für Medizinische Radiologie der Schweiz ins Leben rief, wurde Rosselet zu dessen erstem Inhaber (ausserordentlicher Professor) gewählt. 1941 erhielt er schliesslich das Ordinariat. In den Jahren 1940 bis 1942 amtete Rosselet als Dekan der medizinischen Fakultät und von 1944 bis 1946 als Rektor der Universität Lausanne.
Im Jahr 1924 war Rosselet massgeblich an der Gründung des Westschweizer Anti-Krebszentrums beteiligt, dem er von 1925 bis 1950 als Direktor und von 1936 bis zu seinem Tod auch als Präsident vorstand.
Daneben engagierte sich Rosselet in vielfacher Weise in radiologischen Gesellschaften, war Ehrenpräsident des Comité international de la lumière und mehrfach Delegierter des Bundesrates an internationalen Kongressen für Radiologie.
Rosselet starb 1950 unerwartet im Alter von 62 Jahren.

## Auszeichnungen
- 1945: Doktor honoris causa der Universität Caen
- 1948: Ritter der Ehrenlegion (chevalier de la Légion d'honneur)